# Windesheim (onderwijsinstelling)
Windesheim is een instelling voor hoger beroepsonderwijs (hbo) met vestigingen in Zwolle en Almere.

## Geschiedenis
Windesheim is ontstaan in 1986 door het samengaan van de Chr. Sociale Academie "De IJsselpoort (CSA) en de Chr. Academie voor Journalistiek (CAJ) in Kampen, de Chr. Academie voor Lichamelijke Opvoeding (CALO) in Arnhem en de Chr. Lerarenopleiding Zwolle (CLZ), de St.Prot.Christelijke Hoger Economisch en Administratief Onderwijs (Chr. HEAO), de Chr. Pedagogische Academie voor Basisonderwijs (PABO), de Prot.Chr. Hoger Beroepsopleiding voor Jeugdwelzijnswerk (HBO-J), de Hogere Technische School (HTS), de Prot.Chr. Voortgezette Agogische Beroepsopleiding (VABO) en opleidingen verpleegkunde in Zwolle. Windesheim is vervolgens een bestuurlijke fusie aangegaan met de Vrije Universiteit Amsterdam (VU), beide onder hetzelfde College van Bestuur en uitgaand van de Vereniging VU-Windesheim. Deze constructie is in 2012 weer verlaten. In 2010 is als nevenvestiging van Windesheim in Zwolle Windesheim Flevoland opgericht, gevestigd in Almere.

## Opleidingen
Windesheim biedt hoger beroepsonderwijs (bacheloropleidingen) op het gebied van Techniek en ICT, Bewegen en Sport, Economie, Management en Recht, Gezondheid en Welzijn, Journalistiek en Communicatie, Logistiek, Onderwijs en Theologie en Levensbeschouwing.
Windesheim verzorgt tevens meer dan 180 post-hbo-opleidingen, Associate degrees, masteropleidingen, cursussen en trainingen.

## Onderzoek
Windesheim voert met en voor bedrijven en instellingen praktijkgericht onderzoek uit. Het onderzoek op Windesheim is georganiseerd in vijf kenniscentra: Educatie, Gezondheid en Welzijn, Media, Ondernemerschap en Technologie. Daaronder vallen dertig verschillende lectoraten. Het onderzoek van de kenniscentra concentreert zich rond de thema's: Bewegen en Sport, Educatie, Gezondheid en Welzijn, ICT, Media, Ondernemerschap, Theologie en Technologie.

## Kwaliteit
Jaarlijks worden er verschillende onderzoeken gedaan naar de kwaliteit van het hoger onderwijs in Nederland. In het onderzoek van Keuzegids HBO 2022 staat Windesheim op de tweede plaats in de categorie grote hogescholen. Keuzegids HBO is een onafhankelijke consumentengids die de kwaliteit van alle opleidingen van hogescholen beoordeelt en vergelijkt. Maandblad Elsevier doet een vergelijkbaar onderzoek naar de kwaliteit van opleidingen van hogescholen, maar zoomt meer in op de studentenoordelen. In dit onderzoek uit 2020 staat Windesheim op de tweede plaats in de categorie brede hogescholen.

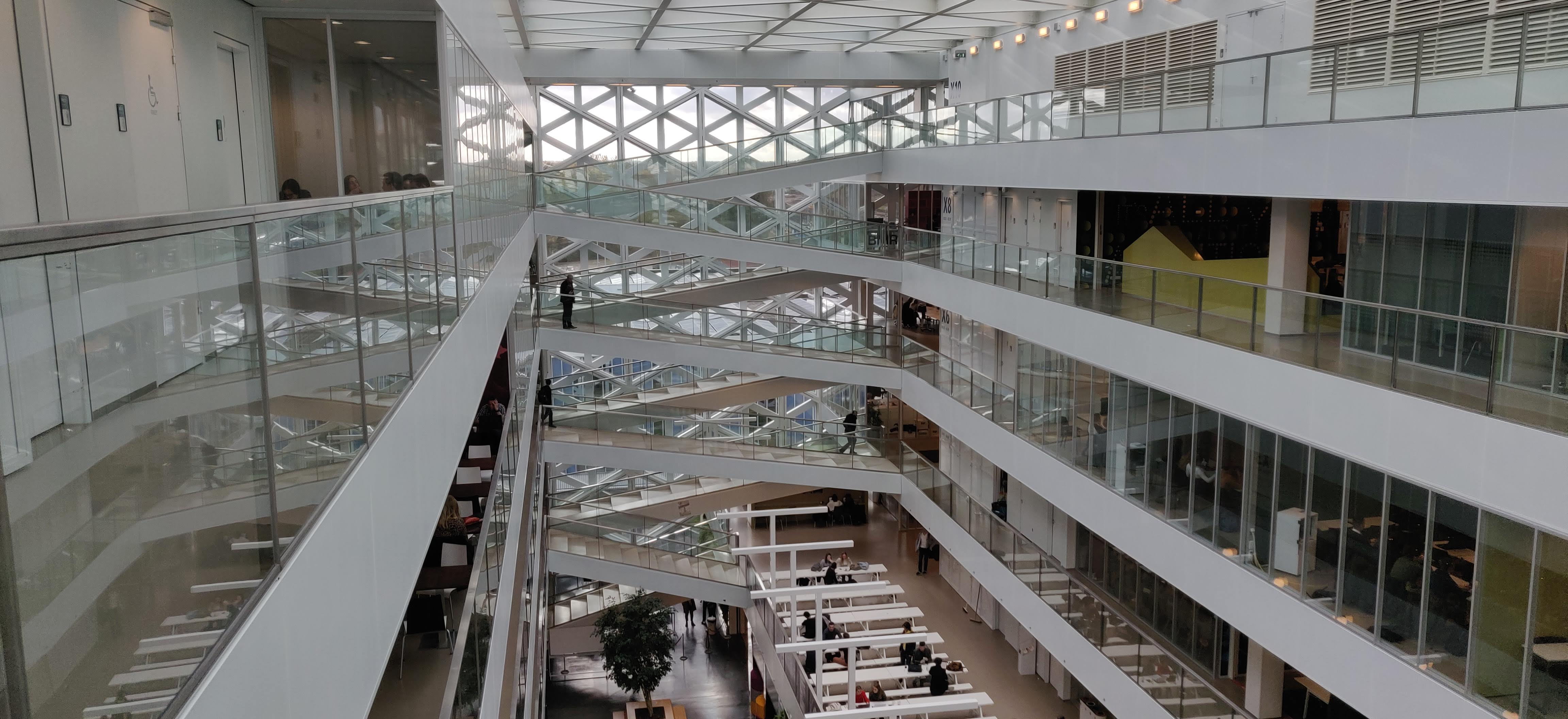
Interieur van gebouw X
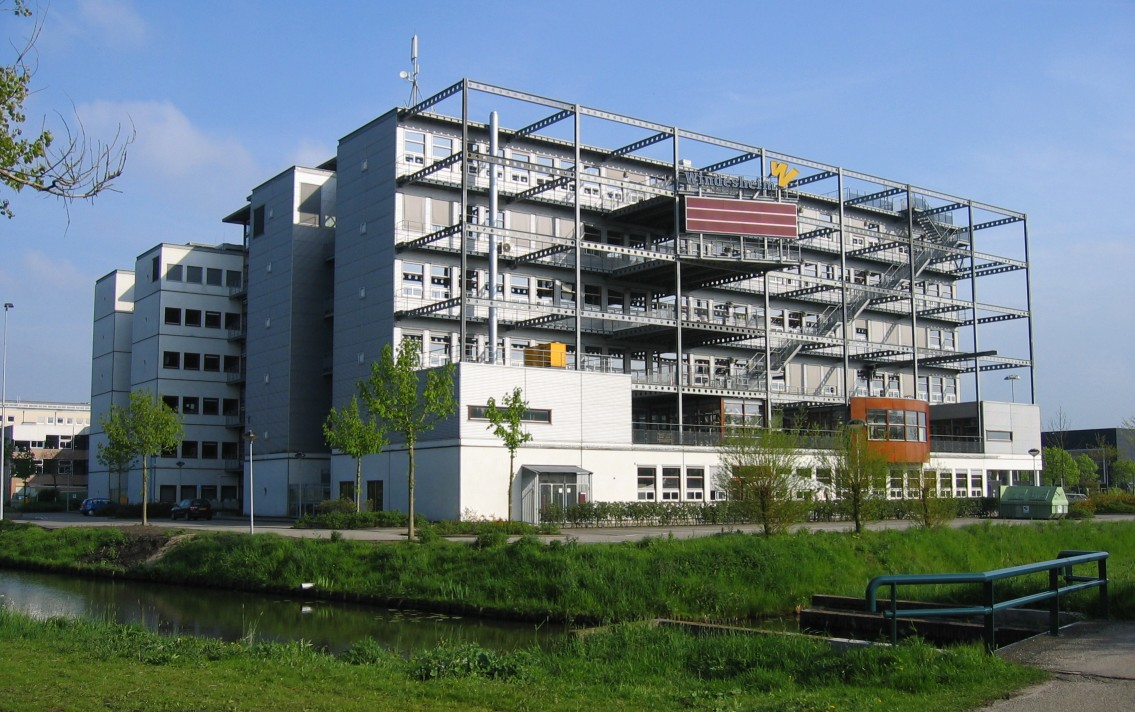
Exterieur van gebouw T
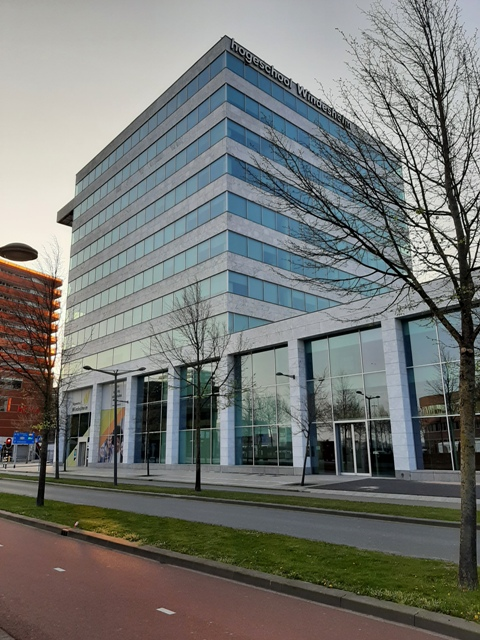
Windesheim in Almere